# Jules Pierre van Biesbroeck

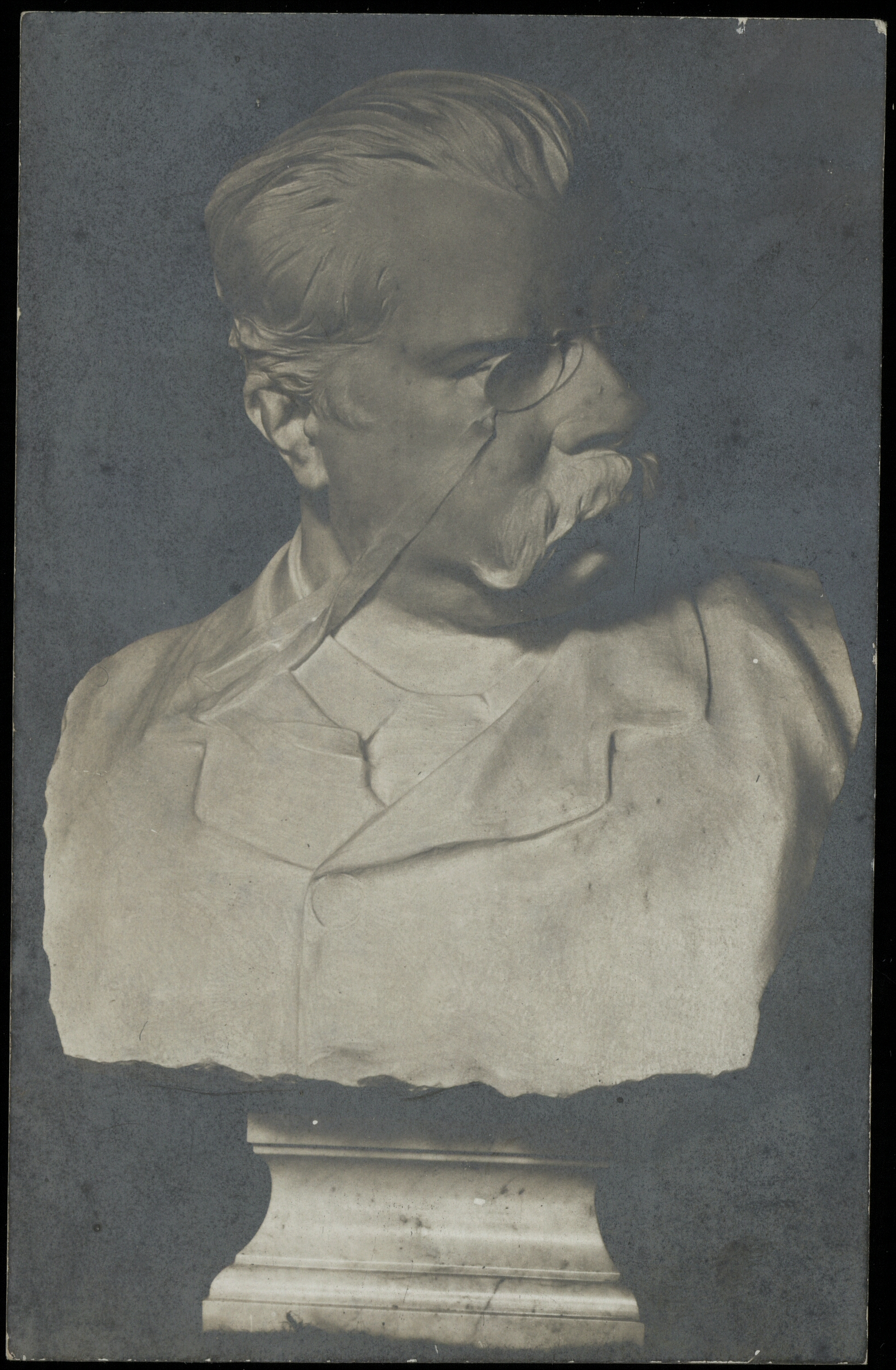
Jules Pierre van Biesbroeck-Büste

Jules Pierre van Biesbroeck (* 25. Oktober 1873 in Portici, Italien; † 27. Januar 1965 in Brüssel) war ein belgischer Maler. Van Biesbrock ist für Landschaftsbilder und Porträts bekannt sowie für Skulpturen.
Seine ersten Kunstfertigkeiten erlangte er bei seinem Vater Jules Evarist van Biesbroeck. Er studierte an der Akademie der Schönen Künste in Gent bei Kuhnen und debütierte 1888 mit 15 Jahren im Salon des Champs-Elysées in Paris mit seinem großformatigen Bild „Le lancement d’Argos“, das einen Skandal auslöste. Seine Skulpturen stellte er 1895 zum ersten Mal aus. Er wurde wie auch sein Vater Professor der Akademie in Gent. Eine Reise nach Nordafrika im Jahre 1926 nutzte er dazu, auch Themen des Orients zu behandeln. Er experimentierte vor allem mit Lichteffekten in seinen Bildern. Bis 1935 unterhielt er auch ein Atelier in Algier.
J. P. van Biesbroeck hatte auch intensivere Kontakte zur Sozialistischen Arbeiterbewegung in Gent.